# Jour d'été
Jour d'été (Zomerdag) is een schilderij van de Franse impressionistische kunstschilderes Berthe Morisot, geschilderd in circa 1879, olieverf op doek, 45,7 × 75,2 centimeter. Het toont een zonnig tafereel aan het water, met twee jonge vrouwen in een roeiboot. Het schilderij bevindt zich sinds 1917 in de collectie van de National Gallery te Londen.

## Context
In de winter van 1878-1879 kreeg Morisot haar eerste kind, Julie. In de zomer daaropvolgend wandelde ze elke dag met Julie en haar kindermeisje door het Bois de Boulogne. Na een lange periode van veel binnenzitten, riep dit bij haar een sterk verlangen op om weer en plein air te gaan schilderen. Ze wilde evenwel haar kind geen hele dagen met haar kindermeisje alleen laten. Uiteindelijk vond ze een compromis tussen haar moederlijke plicht en haar verlangen zo snel mogelijk haar schilderwerk te hervatten door haar modellen naar het park te laten komen. Zo kon ze hen daar werken en tegelijk bij Julie zijn.

## Afbeelding
Jour d'été toont een zonnig tafereel aan het water. Locatie is het Bois de Boulogne, waar de Parijzenaars in die tijd hun drukke stad ontvluchtten. Twee modieus geklede vrouwen hebben plaats genomen in een boot, voor een tochtje. Morisot suggereert een vluchtige impressie en versterkt dit idee door kleine details, zoals het rijtuig met paarden dat op de achtergrond voorbij sjeest.
Morisot geeft een spontaan beeld van twee vrouwen die wachten tot de boot van de kant wordt geduwd. Toch is deze spontaniteit betrekkelijk te noemen. Haar compositie is uitermate doordacht, hetgeen onder andere blijkt uit een studie in waterverf voor dit schilderij, waarop ze het motief op vrijwel identieke wijze weergeeft. Ook de afgebeelde vrouwen zijn geen toevallige figuranten, maar professionele modellen. Beide vrouwen poseerden ook voor Édouard Manet en werden later die zomer door Morisot nogmaals geschilderd, opnieuw in het Bois de Boulogne, terwijl ze bloemen plukten.

## Stijl
Morisot schilderde Jour d'été in de voor haar typerende impressionistische stijl. Met heel losse penseelstreken brengt ze grote hoeveelheden verf op, zodat het voltooide werk zowel dunne strepen en vegen als dikke klodders vertoont. Uiteindelijk ontstaat er zo een onregelmatige 'huid' van verf, volledig afwijkend van de gladde structuur die de kunstacademie toentertijd voorschreef. Met energieke penseelstreken, die alle kanten op vliegen, volgt Morisot wat het licht haar ingeeft.

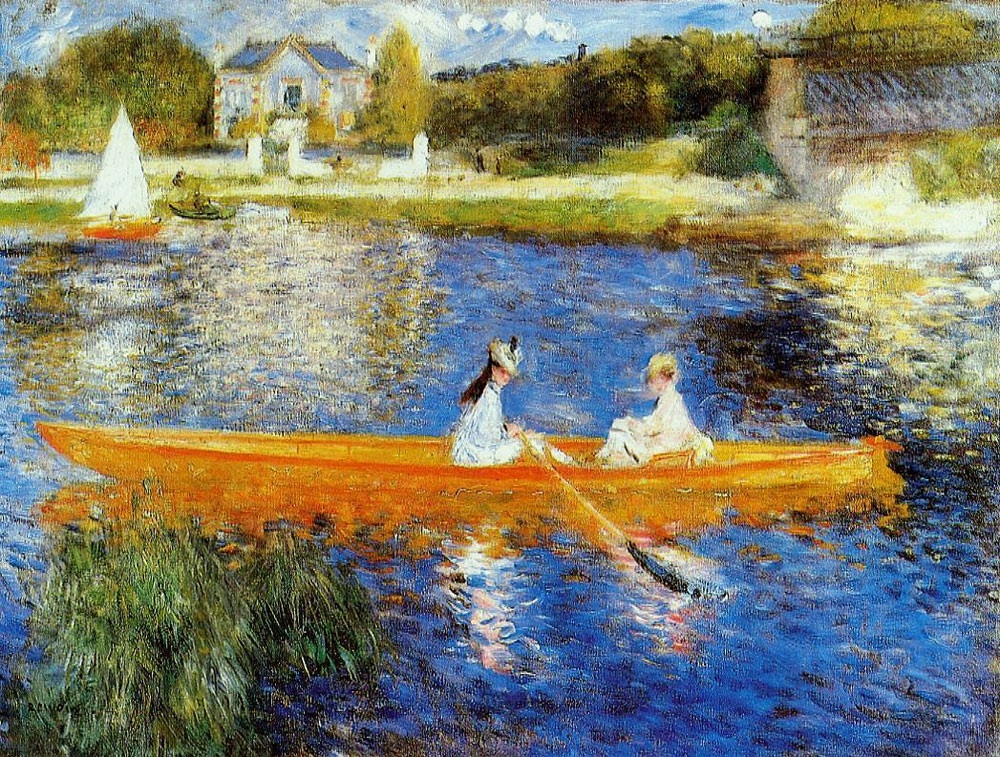
'Seine bij Asnières' door Renoir, 1879

Als in vrijwel al haar werken legt Morisot een bijzondere nadruk op het vrouwelijke aspect, met name door haar motiefkeuze  en sensibele uitbeelding, De weergave van de twee vrouwen staat centraal. Ze beslaan de hele voorgrond, in de boot waarin ze zitten. Optisch is Morisot heel dicht bij ze. Geheel anders is bijvoorbeeld de uitwerking die Pierre-Auguste Renoir geeft in zijn 'Seine bij Asnières', eenzelfde thema, geschilderd in dezelfde zomer op een nabijgelegen locatie, eveneens in de collectie van de National Gallery: waar Morisot zich duidelijk op de psychologie van de figuren concentreert, behandelt Renoir ze slechts als een deel van het landschap.

## Ontvangst
Morisot exposeerde Jour d'été in 1880 op de vijfde grote impressionistententoonstelling, samen met enkele andere werken die ze in de zomer van 1879 schilderde. Haar werken werden, eigenlijk voor het eerst, met veel lof ontvangen en critici prezen vooral haar subtiele kleurgebruik. 'Kijk eens hoe schitterend ze het wit in haar schilderijen verwerkt, zo bijzonder heeft nog niemand dat ooit gedaan', schreef Émile Zola. Kunstrecensenten noemden haar 'een fundamentele, vasthoudende impressionist'.